# All of the Stars
"All of the Stars"는 잉글랜드의 싱어송라이터 에드 시런의 노래이다. 2014년 영화 《안녕, 헤이즐》의 삽입곡이자, 사운드트랙 음반의 첫번째 트랙이다. 또한, 에드 시런의 두번째 정규 음반 x의 딜럭스 피지컬 에디션에 수록되었다.